# Hounslow Central
Hounslow Central è una stazione della linea Piccadilly della metropolitana di Londra.

## Storia

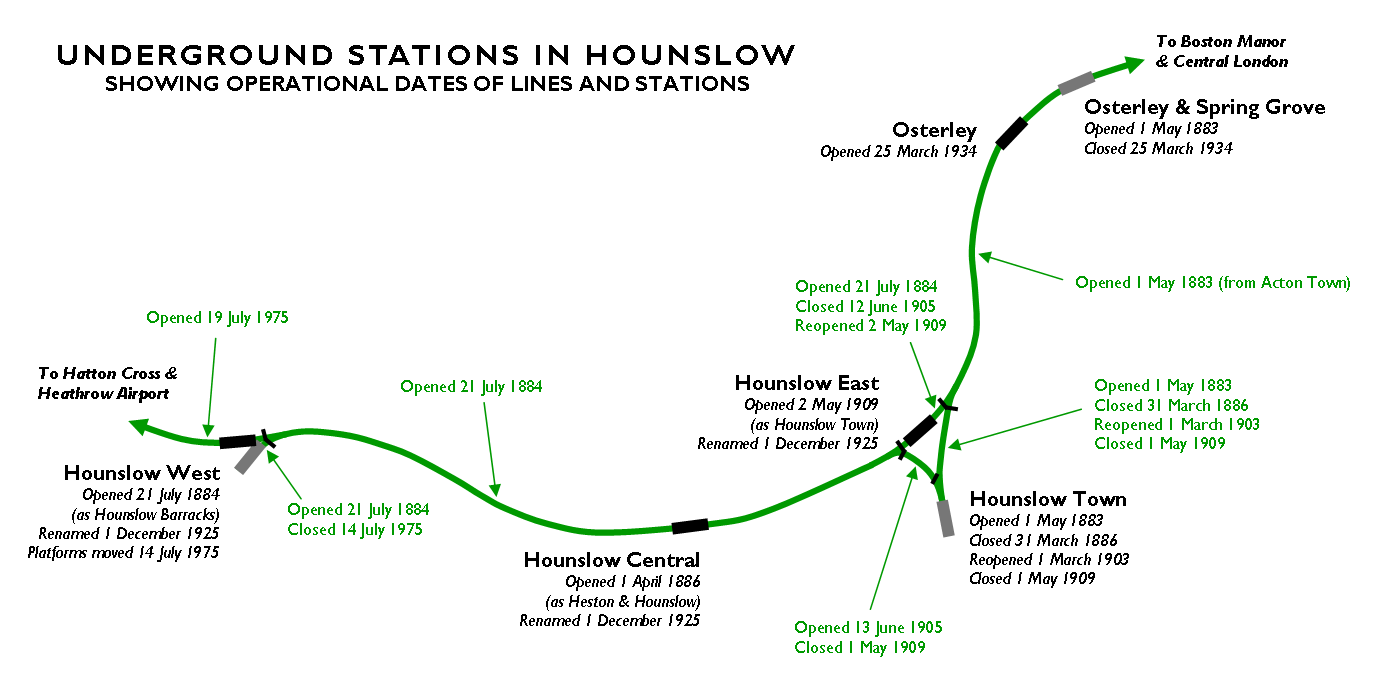
Mappa con le date operative di linee e stazioni a Hounslow.

La tratta ferroviaria di Hounslow Central è stata aperta il 21 luglio 1884 dalla District Railway (DR, oggi la linea District) come diramazione per collegare la stazione di Hounslow Barracks (oggi Hounslow West) alla stazione oggi soppressa di Hounslow Town e a quella di Osterley & Spring Grove (oggi Osterley). Il 1º aprile 1886 Hounslow Town è stata chiusa e sostituita da Hounslow Central (inizialmente chiamata Heston & Hounslow).
Nei primi anni del 1900 Hounslow Town è stata riutilizzata in collegamento a Osterley e a Hounslow Central fino alla sua definitiva soppressione nel 1909 a favore di una nuova stazione (oggi Hounslow East).
Nel 1912 l'edificio di Hounslow Central è stato rinnovato e la stazione ha ricevuto il suo nome odierno, insieme a quelle di Hounslow West e di Hounslow East.
Le tre stazioni sono state inserite nella tratta della linea Piccadilly a partire dal 13 marzo 1933 ed escluse dalla linea District dal 9 ottobre 1964.

## Strutture e impianti
La stazione di Hounslow Central ha 2 binari, sorge lungo Lampton Road (A3005) ed è compresa nella Travelcard Zone 4.

## Interscambi
Nelle vicinanze della stazione effettuano fermata alcune linee automobilistiche urbane, gestite da London Buses.
- Fermata autobus

## Galleria d'immagini

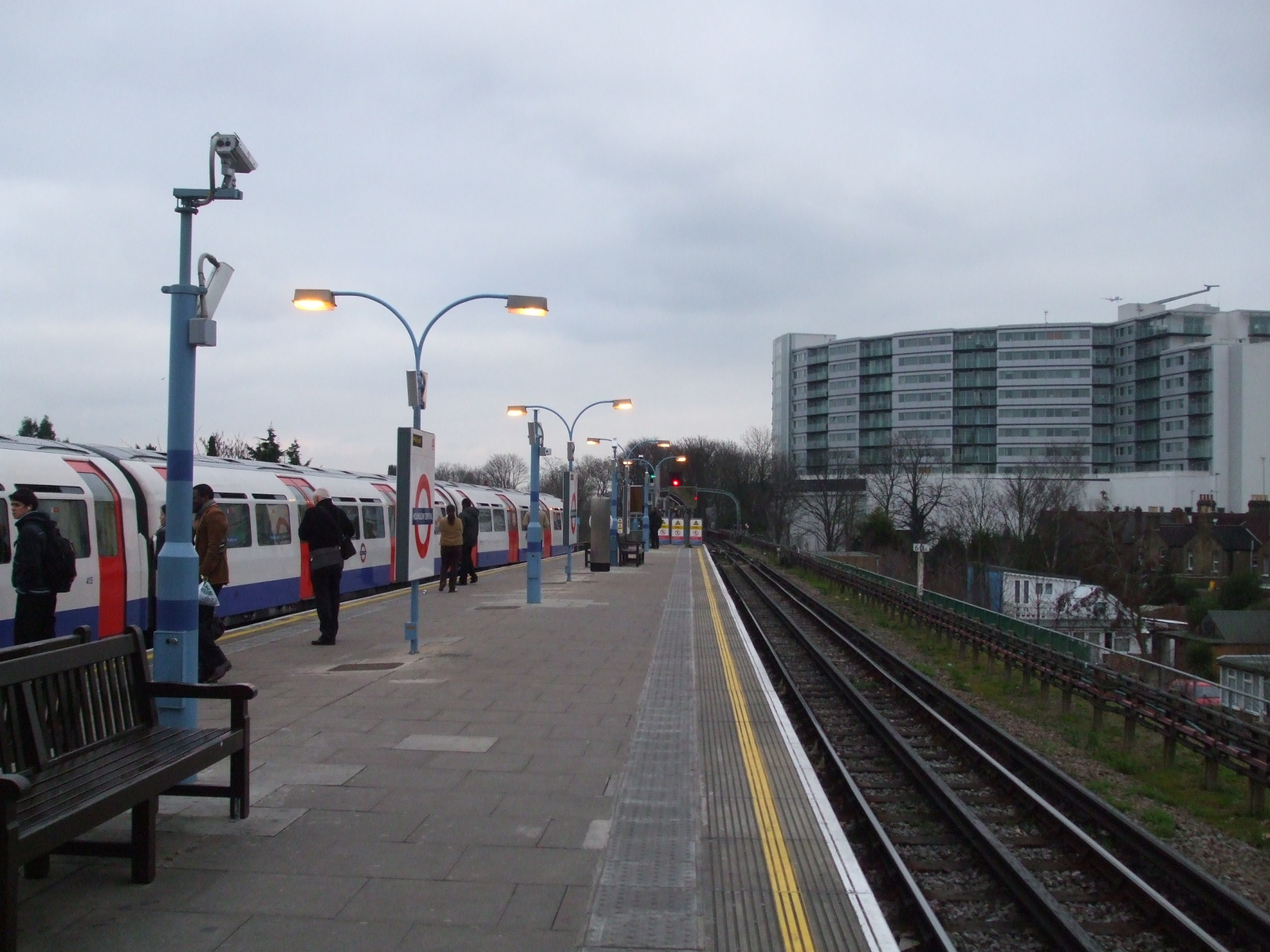
Binario est della stazione
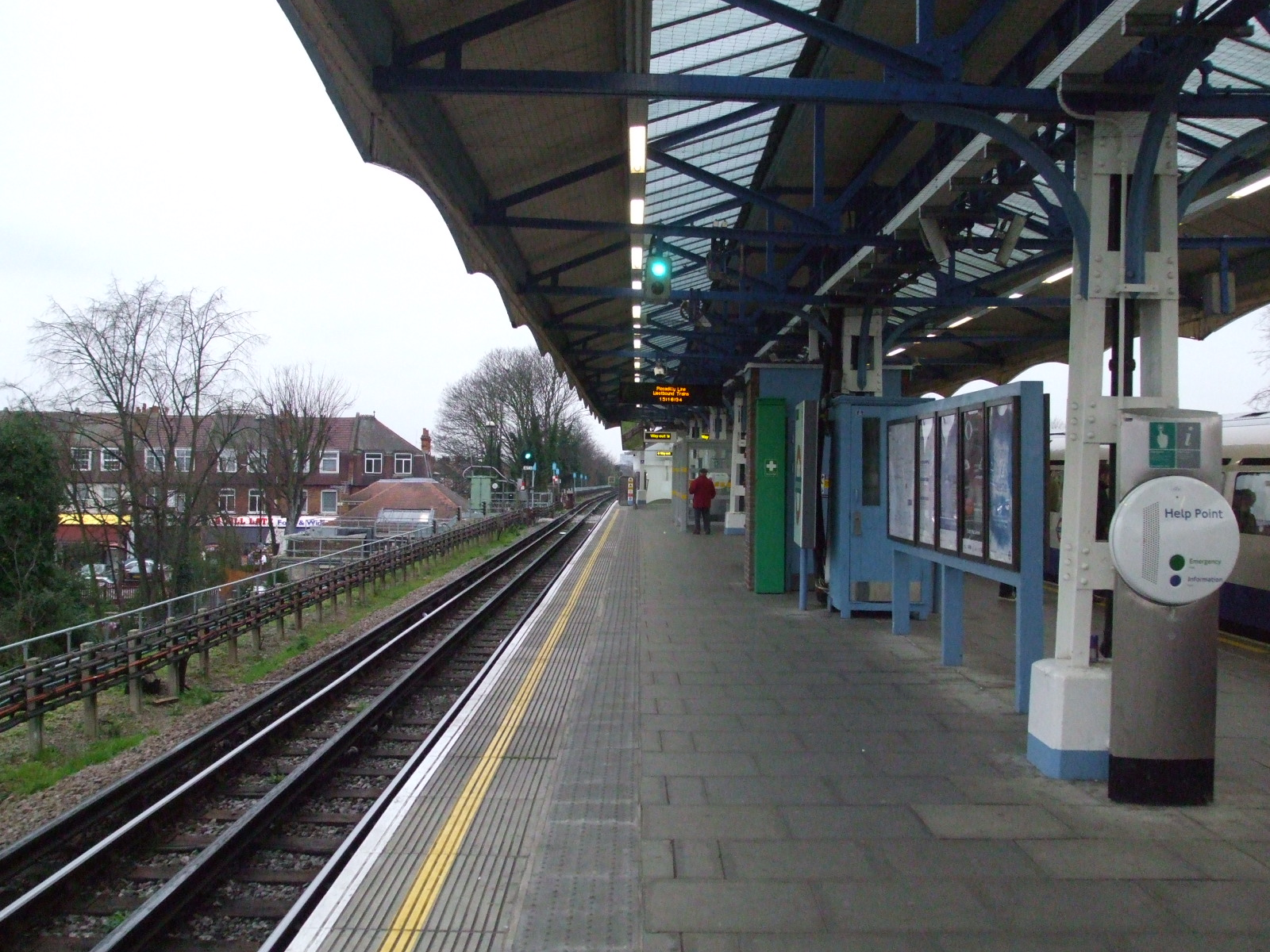
Binario ovest della stazione
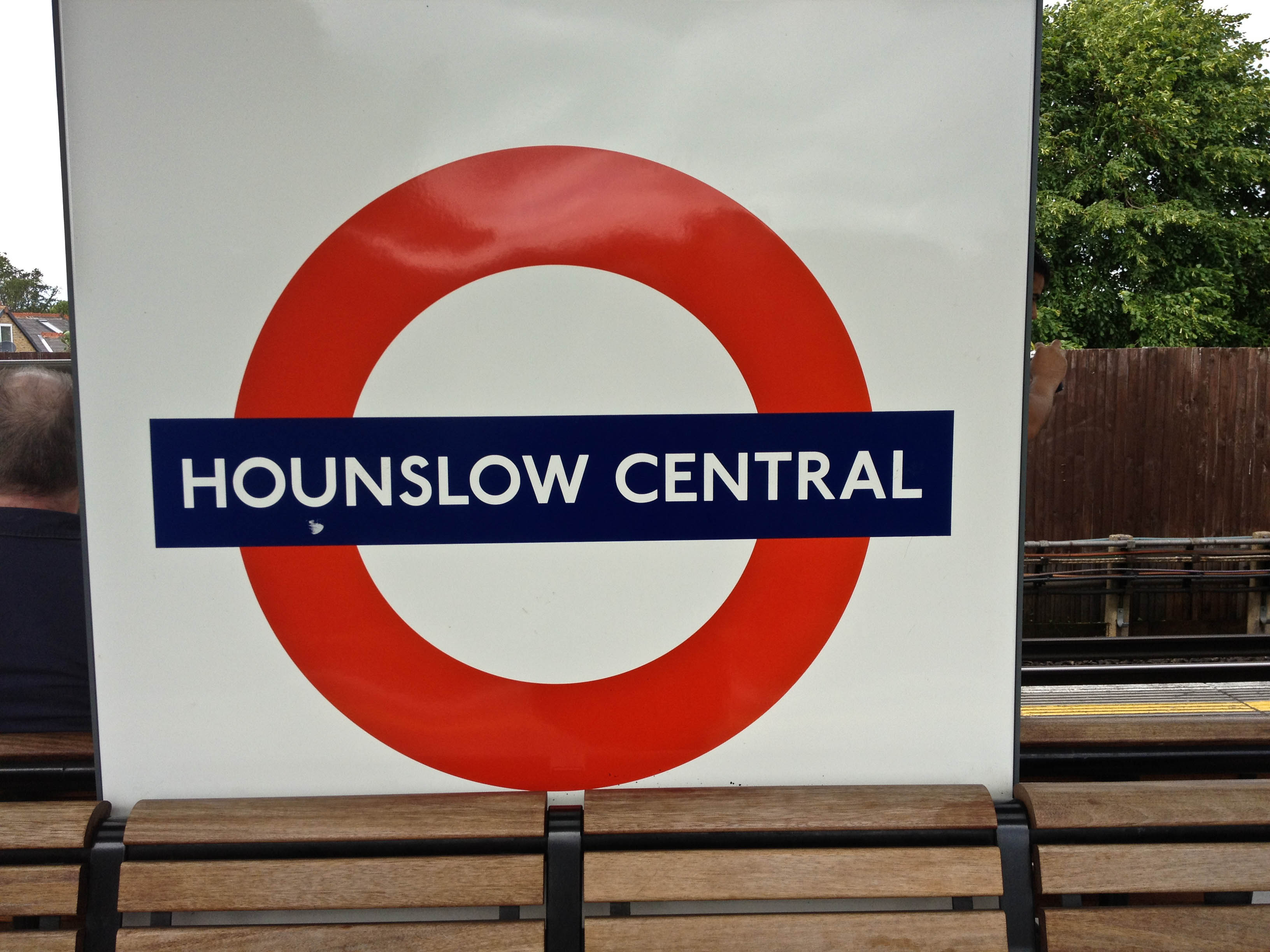
Il nome della stazione sul logo della metropolitana di Londra